# Meio-termo
Na lógica, um meio-termo é um termo que aparece (como um sujeito ou o predicado de uma proposição categórica) em ambos os locais , mas não na conclusão de um silogismo categórico. O termo médio (em negrito abaixo) deve ser distribuída em pelo menos uma premissa, mas não na conclusão. O termo principal e os termos menores, também chamados de termos finais, aparecem na conclusão.
Exemplo:
Premissa maior: Todos os homens são mortais.
Premissa menor: Sócrates é um homem.
Conclusão: Sócrates é mortal.